# Реутин, Павел Дмитриевич
Реутин, Павел Дмитриевич (27 июня 1915, дер. Змиевские Новосёлки, Чистопольский уезд, Казанская губерния — 1 января 2002, Казань) — советский и российский инженер-строитель, учёный в области строительных технологий, организатор высшего образования. Кандидат технических наук (1971), доцент (1973), заслуженный строитель Республики Татарстан (1990). Участник Великой Отечественной войны, ветеран трудового фронта.

### Биография

#### Ранние годы и образование
Родился в крестьянской семье в деревне Змиевские Новосёлки (ныне — Чистопольский район Татарстана). В 1932 году начал трудовую деятельность в Казани, работая культмассовиком и художником в трамвайном парке.
В 1933 году поступил в Казанский институт инженеров коммунального строительства (КИИКС), совмещая учёбу на вечернем отделении с работой. Позже перешёл на дневное отделение, где проявил себя как талантливый студент и спортсмен (входил в сборную вуза по лёгкой атлетике). В 1939 году с отличием окончил институт по специальности "Коммунальное и промышленное строительство", получив квалификацию инженера-строителя.

#### Военные годы (1940-1944)
В 1940 году призван в РККА. Служил в строительном батальоне в Читинской области (рядовой), одновременно работая прорабом в системе Главвоенпромстроя. Участвовал в строительстве стратегических объектов для Забайкальского фронта:
- самолётосборочных заводов
- танковых мастерских
- оборонительных сооружений

В 1943-1944 гг. — инженер по организации труда в военно-строительном управлении Забайкальского фронта (Чита). В 1944 году переведён в Казань, где до 1952 года занимал руководящие должности в Управлении военно-строительных работ (УВСР).

#### Строительная деятельность
Под руководством Реутина в послевоенные годы построены:
- Комплекс Казанского аэропорта (аэровокзал, гостиница, радиомаяк)
- Здания Татарского филиала АН СССР
- Административные здания обкома КПСС
- Авиационные мастерские
- Жилые комплексы военных городков (Казань, Йошкар-Ола, Ульяновск)

#### Педагогическая и научная деятельность
В 1952 году перешёл на работу в Казанский инженерно-строительный институт (КИСИ):
- 1952-1973: ассистент → старший преподаватель → и.о. доцента кафедры ТМС
- 1958-1960: и.о. декана СТФ
- 1960-1962: зам. декана строительного факультета
- 1962-1975: декан строительно-технологического факультета
  - Под его руководством открыты 4 новые специальности
  - Развита научно-исследовательская работа
- 1975-1980: заведующий кафедрой технологии и механизации строительства
- 1980-1996: доцент кафедры ТМС

Научные достижения:
- 1971: защита кандидатской диссертации
- Автор 50+ научных работ
- Руководитель секции ТМС в НТО "Стройиндустрия" (10 лет)

### Награды и звания
- Медаль «За победу над Германией» (1945)
- Медаль «За доблестный труд» (1970)
- Знак «За отличные успехи в высшем образовании СССР» (1973)
- Заслуженный строитель РТ (1990)
- Юбилейные медали

### Творческая деятельность
Увлекался:
- Акварельной живописью (персональная выставка в музее КГАСУ, 1998)
- Карикатурой и шаржами
- Поэзией (автор юмористических стихов)

### Память
В 2025 году отмечалось 110-летие со дня рождения Реутина. Его вклад отмечен:
- В экспозиции Музея истории КГАСУ
- В мемориальных публикациях вуза
- В воспоминаниях учеников и коллег